# Elizabeta Austrijska
Elizabeta Austrijska, također i Elizabeta Bavarska, punog imena Elizabeta Amalija Eugenija, poznatija pod nadimkom Sisi (München, 24. prosinca 1837. – Ženeva, 10. rujna 1898.), bila je austrijska carica i ugarsko-hrvatska kraljica, supruga cara i kralja Franje Josipa I.

## Životopis
Elizabeta je bila kći vojvode Maksimilijana Josipa Bavarskog i princeze Ludovike Bavarske, unuka Maksimilijana I. Josipa Bavarskog te sestra Marije Sofije Bavarske. Za cara Franju Josipa udala se 1854.
Bila je poznata po ljepoti i eleganciji. Pisala je poeziju, navodeći sebe kao Titaniju. Proučavala je grčki jezik. Neprestano je putovala, ali se nije bavila politikom.
Potresena zagonetnim samoubojstvom prvorođenog sina, prijestolonasljednika Rudolfa u tzv. aferi Mayerling povukla se u vilu na Krfu. Tako je već dulje vrijeme prije smrti živjela daleko od Bečkoga dvora i supruga koji se potajno zabavljao s glumicom Katarinom von Schratt. Samo je povremeno s malom pratnjom dolazila u Švicarsku. 
10. rujna 1898. godine talijanski anarhist Luigi Lucheni izveo je u Ženevi atentat na caricu Elizabetu koja je bila u šetnji sa svojom pratnjom, zarivši joj u prolazu oštru tanku turpijicu ravno u srce. Carica se srušila od posljedica uboda nakon nekoliko koraka. Počinitelj je osuđen na doživotnu tamnicu. Elizabeta je pokopana u Carskoj kripti u Beču.

## Djeca
- Sofija Frederika Doroteja Marija Josipa (1855. – 1857.)
- Gizela Alojzija Marija (1856. – 1932.)
- Rudolf (1858. – 1889.)
- Marija Valerija Matilda Amalija (1868. – 1924.)

## Vanjske poveznice
- Životopis carice Elizabete Bavarske  Arhivirana inačica izvorne stranice od 1. srpnja 2008. (Wayback Machine)
- Galerija carice Elizabete